# Шпалозавод
Шпалозаво́д (рос. Шпалозавод) — селище у складі Парабельського району Томської області, Росія. Входить до складу Наримського сільського поселення.

## Населення
Населення — 808 осіб (2010; 942 у 2002).
Національний склад (станом на 2002 рік):
- росіяни — 91 %